# Fujiko Hemming
Fujiko Hemming (Ingrid Fuzjko V. Georgii-Hemming) est une pianiste classique euro-japonaise (de nationalité suédoise), née à Berlin le 5 décembre 1931et morte le 21 avril 2024, active dès 1950.

## Biographie
Née le 5 décembre 1932 à Berlin d’un artiste et architecte russo-suédois et d’une pianiste japonaise, Fujiko commence très tôt l’apprentissage du piano avec sa mère. À l’âge de 10 ans, elle prend des cours avec  Leonid Kreutzer.
Après avoir été diplômée du Conservatoire supérieur de musique et des Beaux-Arts de Tokyo, Fujiko remporte le NHK Mainichi Contest et le Cultural Radio Broadcasting Inc. Prize.
Elle intègre l’institut de musique de Berlin, puis s’installe à Vienne pour étudier sous la direction de  Paul Badura-Skoda. Aux côtés de Bruno Maderna, Leonard Bernstein, Shura Cherkassky et Nikita Magaloff, elle se produit sur scène, mais connaît de graves problèmes de santé qui lui font perdre l’ouïe.
En 1999, un documentaire lui est consacré sur NHK. Son album La Campanella est vendu à plusieurs millions d'exemplaires. Elle est récompensée à quatre reprises par le Prix de l’album classique de l’année lors des Gold Disc Awards japonais.
Hemming a joué au Carnegie Hall à New York en juin 2001. Elle a joué lors de récitals en solo, ou en collaborant avec d'autres musiciens ou orchestres, comme l'Orchestre philharmonique de Moscou ou le Royal Philharmonic Orchestra. En 2010, elle joue lors du festival Chopin de Varsovie devant un parterre de personnalités. En mars 2012, son concert à Londres est retransmis en direct sur la BBC.
Selon Mischa Maisky, elle est « une inoubliable pianiste », Maxime Venguerov lui déclare : « Je suis admiratif de votre art ».[réf. nécessaire]
Fujiko Hemming meurt le 21 avril 2024 à l’âge de 92 ans.

## Enregistrements
- En 2008, Hemming est sous contrat avec Domo Records, qui en juin 2009 publie cinq titres de son catalogue aux États-Unis : Echoes Of Eternity, La Campanella, Nocturnes Of Melancholy, Live At Carnegie Hall et le Concerto pour piano n° 1 de Liszt. Quatre de ses CD ont reçu le prix de l'Album classique de l'année au Japan Gold Disc Awards.
- Ingrid Fujiko Hemming - The Piano Works , Decca 2009